# Plexipomisis
Plexipomisis är ett släkte av koralldjur. Plexipomisis ingår i familjen Isididae.
Kladogram enligt Catalogue of Life:
| Plexipomisis | \| \| Plexipomisis elegans \| \| \| \| \| \| Plexipomisis thetis \| \| \| \| |
|              | \| \| Plexipomisis elegans \| \| \| \| \| \| Plexipomisis thetis \| \| \| \| |
|              | Plexipomisis elegans                                                         |
|              |                                                                              |
|              | Plexipomisis thetis                                                          |
|              |                                                                              |